# Vasil Kušej
Vasil Kušej (* 24. května 2000 Ústí nad Labem) je český profesionální fotbalista, který hraje na pozici křídelníka či útočníka za český klub SK Slavia Praha a za český národní tým.

## Klubová kariéra

### Dynamo Drážďany
Kušej se narodil v Ústí nad Labem a v 15 letech se upsal mládežnické akademii druholigového německého klubu Dynama Drážďany. Za výběr Drážďan do 19 let dal za 48 zápasů 29 gólů a za „sedmnáctku“ 20 z 32 utkání.
Kušej dostal v září 2017 od Dynama Drážďany profesionální kontrakt, a to teprve ve 17 letech. Mládežnický reprezentant České republiky podepsal smlouvu do roku 2022.

#### Wacker Innsbruck (hostování)
V roce 2019 byl zapůjčen do rakouského druholigového klubu Wacker Innsbruck. V rakouské 2. lize Kušej odehrál jen 133 minut a po konci sezóny zamířil zpátky do Drážďan.

#### Ústí nad Labem (hostování)
V roce 2020 odešel Kušej na roční hostování do českého druholigového klubu Ústí nad Labem. Kušej v dresu klubu, do kterého se vrátil po pětiletém působení v zahraničí, odehrál 25 utkání, v nichž vstřelil 2 branky a připsal si na své konto také 1 asistenci.

### Prostějov
Po předčasném ukončení smlouvy s Drážďanami přestoupil Kušej jako volný hráč do druholigového Prostějova. Svého debutu v dresu Prostějova se dočkal 1. srpna 2021, a to v zápase proti Spartě "B". O dvanáct dní později se poprvé zapsal na listinu střelců, a to v utkání proti Ústí nad Labem při remíze 1:1. O týden později vstřeleným gólem a asistencí rozhodl o výhře 3:1 nad Třincem. Ve své první sezóně v Prostějově odehrál 26 ligových utkání, ve kterých dal 5 branek a na dalších 5 přihrál.
Během ledna 2023 o služby Vasila Kušeje stálo hned několik prvoligových klubů, mimo jiné Baník Ostrava, Sigma Olomouc či Mladá Boleslav. Reprezentant do 21 let v podzimní části sezony za Prostějov vstřelil pět branek.

### Mladá Boleslav
Dne 20. ledna 2023 Mladá Boleslav oficiálně potvrdila příchod Vasila Kušeje z Prostějova. Mladý křídelník podepsal se středočeským klubem smlouvu na dva a půl roku. Svého debutu ve Fortuna:Lize se dočkal 29. ledna, a to při bezbrankové remíze se Zbrojovkou Brno. 18. února rozhodl jediným gólem o výhře 1:0 nad Hradcem Králové. Kušej Skóroval i o týden později při remíze 2:2 s Českými Budějovicemi.
Dne 9. dubna Kušej v 18. minutě utkání proti Slavii Praha otevřel skóre, zápas však skončil remízou 1:1. O dva týdny později vstřelil jediný gól utkání proti Baníku Ostrava.

### Slavia Praha
Od ledna 2025 je hráčem Slavie Praha. První zápas v české nejvyšší soutěži za Slavii Praha odehrál 8. února 2025, když naskočil na posledních deset minut proti Pardubicím. V tomto zápase gól nevstřelil, i tak ale zápas vyhrála Slavia 2:0. Svůj první gól (první dva góly) za Slavii vstřelil proti Hradci Králové 5. dubna 2025, když mu na oba góly nahrál Ivan Schranz. Zápas skončil 2:1 pro Slavii. Vasil Kušej se prosadil také 12. dubna 2025 proti Karviné, když vstřelil dva góly při výhře Slavie 4:0. Se Slavií oslavil v sezoně 2024/25 titul Chance ligy a to 26. dubna 2025 po vítězném zápase 5:0 proti Sigmě Olomouc (v tomto zápase Vasil Kušej vstřelil hattrick). První svou asistenci za červenobílé si připsal v derby Pražských "S" proti Spartě 10. května 2025 při výhře Slavie 2:1, když nahrál na gól svému parťákovi Tomáši Chorému.[zdroj?]

## Reprezentační kariéra
Kušej reprezentoval Českou republiku na všech úrovních U16-U21 a 20. listopadu 2023 si připsal proti Moldavsku debut za reprezentaci dospělých.